# Юнгаберра
Юнгаберра (англ. Yungaburra) — город в северо-восточной части австралийского штата Квинсленд. Население города по оценкам на 2011 год составляло примерно 1106 человек. Город находится в составе региона Тейбллендс, население которого — 45300 человек (2008 год).

## Топонимика
Юнгаберра происходит от аборигенного слова janggaburru, означающего местное растение Флиндерсия (Flindersia bourjotiana).

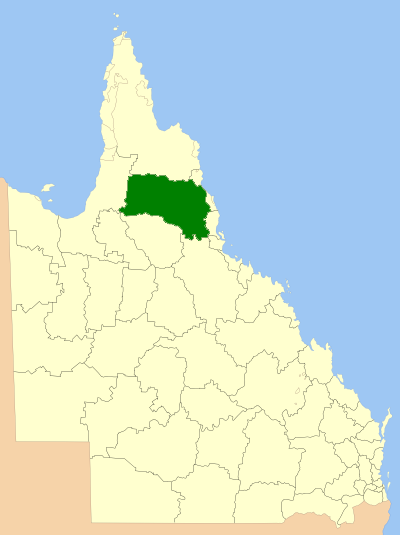
Расположение района

## География
Юнгаберра располагается на плато Атертон на высоте 750 метров над уровнем моря. Город расположен в 13 километрах к северу от Атертона и в 67 километрах к юго-западу от областного центра, города Кэрнс.

## История
До прихода европейцев в окрестностях будущего города проживало около шестнадцати различных групп коренного населения Австралии, в том числе народы идинжи и народы нгаджанджи.
В начале 1880-х годов территория около будущей Юнгаберры, называвшаяся тогда Аллумба, использовалась как ночлег для шахтеров, путешествующих на запад от побережья. В 1886 году окрестности были обследованы и в 1891 году сюда приехали первые поселенцы.
В 1910 году через город прошла железная дорога, и город был переименован в Юнгаберра, чтобы избежать путаницы с другим городом под названием Аллумба.
К 1911 году численность коренного населения сократилась до 20 % от всего населения, проживающего до первых европейцев. Это связано с частыми болезнями, конфликтами с европейцами и потерей среды обитания.